# Steven Stoffer
Steven Stoffer (Zwolle, 26 juni 1931 − Wassenaar, 5 november 2017) was een Nederlands jurist en vicepresident van de Hoge Raad der Nederlanden.

## Biografie
Stoffer studeerde af in de rechten in 1952 aan de Universiteit Leiden en werd een specialist op het gebied van het belastingrecht waarover hij standaardwerken publiceerde. Hij was raadsheer in het gerechtshof te 's-Gravenhage en vanaf 1977 vicepresident van het gerechtshof in Amsterdam. In 1979 werd hij benoemd tot raadsheer bij de Hoge Raad der Nederlanden waar hij zijn loopbaan in december 1999 afsloot als vicepresident, een functie die hij vanaf 1 september 1991 vervulde. Naar aanleiding van de voordracht voor zijn benoeming tot raadsheer werd er in het algemeen over benoemingen en de rol van de Tweede Kamer gesproken in het parlement. Hij was in 1996 voorzitter van de Commissie ter bestudering van de belastingheffing van concerns volgens artikel 15 Wet op de vennootschapsbelasting 1969 en van de Commissie ter bestudering van de herziening van de belastingrechtspraak. In 1998 was hij voorzitter van de  Commissie ter bestudering van de mogelijkheid van belastingheffing over vermogensmutatie.
Voor de jaren 1961 tot 2019 was hij medewerker aan verschillende belastingalmanakken van Elsevier.
In 1991 raakte hij, net als enigen van zijn collegae, in opspraak omdat hij als rechter een commerciële bijbaan vervulde, namelijk commissaris bij de Onderlinge Levensverzekeringsmaatschappij 's-Gravenhage. Bij de lintjesregen van 1990 werd hij benoemd tot Ridder in de Orde van de Nederlandse Leeuw.

### Privé
Stoffer was getrouwd met Rie van Nieuwkoop met wie hij vijf kinderen kreeg; hun dochter Annemarie kwam in 1988 in Tanzania, waar zij als arts werkzaam was, door een ongeval om het leven. Mr. S. Stoffer overleed in zijn woonplaats op 5 november 2017 op 86-jarige leeftijd.